# خانواده راکفلر

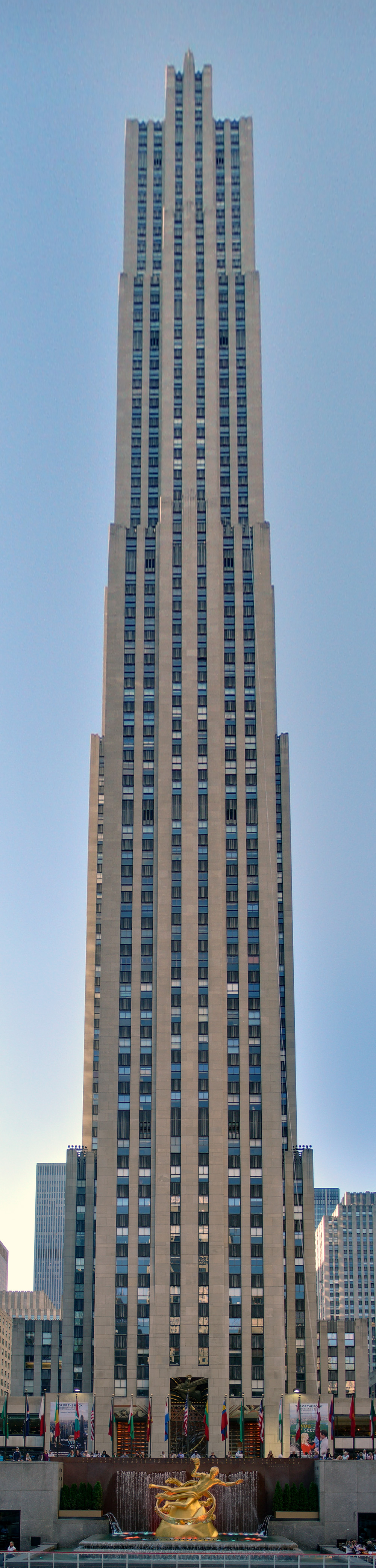
۳۰ راکفلر پلازا، نیویورک.

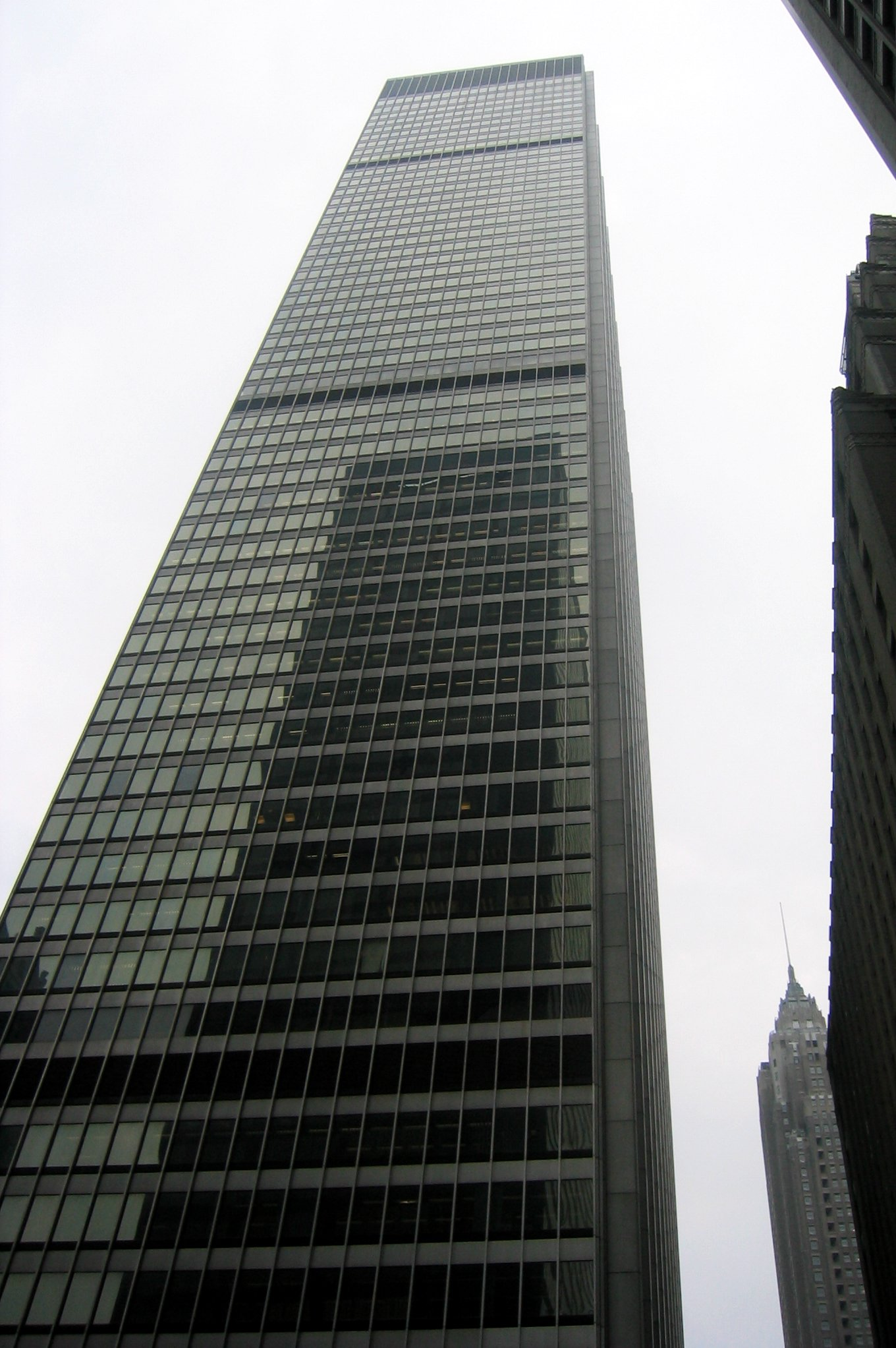
ساختمان وان چیس منهتن پلازا

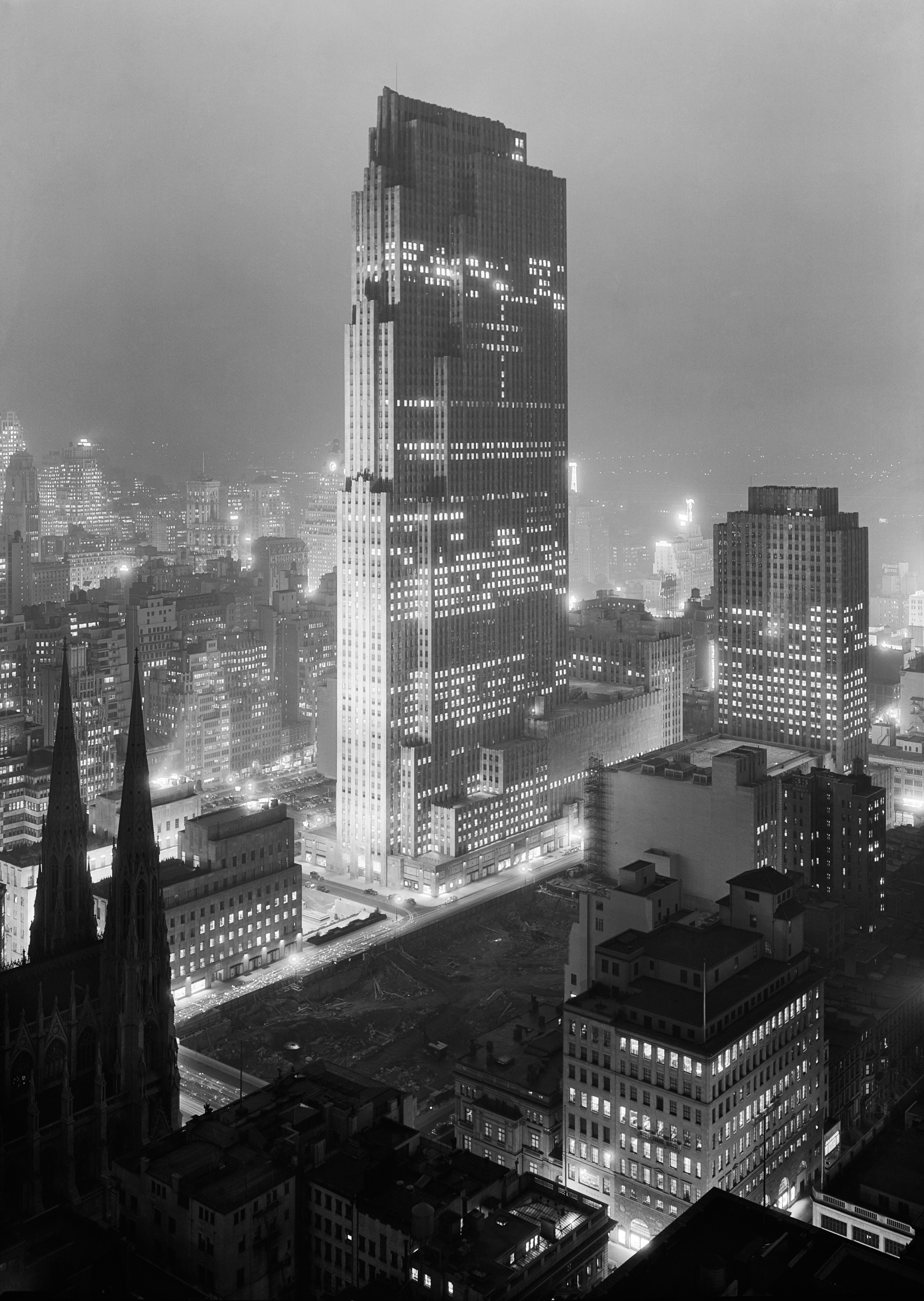
راکفلر سنتر در شب، دسامبر ۱۹۳۴

خانواده راکفلر (انگلیسی: Rockefeller family) (‎/ˈrɒkəfɛlər/‎) از خانواده‌های بانکدار، صنعتی و سیاسی آمریکایی است که در اواخر قرن نوزدهم و اوایل قرن بیستم به وسیلهٔ جان دیویس راکفلر و برادرش ویلیام راکفلر در استاندارد اویل یکی از بزرگترین ثروت‌های تاریخ را به وجود آوردند. این خانواده همچنین به خاطر ارتباط بلندمدت و کنترل خود بر چیس شناخته می‌شود. این خانواده یکی از قدرتمندترین و چه بسا قدرتمندترین خانواده در تاریخ ایالات متحده آمریکا قلمداد می‌شوند.
از این خانواده نلسون راکفلر به معاونت رئیس جمهور و جی راکفلر به نمایندگی سنای ایالات متحده برگزیده شده‌اند.